# Gaja-la-Selve
Pour les articles homonymes, voir Selve.
Gaja-la-Selve  est une commune française, située dans le Nord-Ouest du département de l'Aude en région Occitanie.
Sur le plan historique et culturel, la commune fait partie du Lauragais, l'ancien « Pays de Cocagne », lié à la fois à la culture du pastel et à l’abondance des productions, et de « grenier à blé du Languedoc ». Exposée à un climat méditerranéen, elle est drainée par la Vixiège, le ruisseau de Pech d'Acou, le ruisseau de Charlet et par divers autres petits cours d'eau. La commune possède un patrimoine naturel remarquable : un site Natura 2000 (le « piège et collines du Lauragais ») et trois zones naturelles d'intérêt écologique, faunistique et floristique.
Gaja-la-Selve est une commune rurale qui compte 136 habitants en 2022, après avoir connu un pic de population de 538 habitants en 1841. Elle fait partie de l'aire d'attraction de Castelnaudary. Ses habitants sont appelés les Gajanais ou  Gajanaises.

## Géographie
Commune située dans le Lauragais.

### Communes limitrophes
Les communes limitrophes sont  Cahuzac, Cazalrenoux, Generville, Lafage, Mayreville, Pech-Luna, Ribouisse et Saint-Amans.
| Pech-Luna | Mayreville    | Saint-Amans |
| Cahuzac   | Gaja-la-Selve | Generville  |
| Lafage    | Ribouisse     | Cazalrenoux |

### Hydrographie
La commune est dans le bassin de la Garonne, au sein du bassin hydrographique Adour-Garonne. Elle est drainée par la Vixiège, le ruisseau de Pech d'Acou, le ruisseau de charlet, le ruisseau de Brive, le ruisseau de Calas, le ruisseau de la Grange, le ruisseau de la Selve, le ruisseau de Montjaure, le ruisseau de Vesses et par divers petits cours d'eau, qui constituent un réseau hydrographique de 16 km de longueur totale,.
La Vixiège, d'une longueur totale de 33,6 km, prend sa source dans la commune de Saint-Gaudéric et s'écoule du sud vers le nord, puis vers l'ouest et à nouveau vers le nord. Elle traverse la commune et se jette dans l'Hers-Vif à Belpech, après avoir traversé 19 communes.
Le ruisseau de Pech d'Acou, d'une longueur totale de 10,6 km, prend sa source dans la commune de Saint-Gaudéric et s'écoule du sud-est vers le nord-ouest. Il traverse la commune et se jette dans la Vixiège sur le territoire communal, après avoir traversé 5 communes.

### Climat
Pour des articles plus généraux, voir Climat de l'Occitanie et Climat de l'Aude.
En 2010, le climat de la commune est de type climat méditerranéen altéré, selon une étude s'appuyant sur une série de données couvrant la période 1971-2000. En 2020, Météo-France publie une typologie des climats de la France métropolitaine dans laquelle la commune est exposée à un climat océanique altéré et est dans la région climatique Aquitaine, Gascogne, caractérisée par une pluviométrie abondante au printemps, modérée en automne, un faible ensoleillement au printemps, un été chaud (19,5 °C), des vents faibles, des brouillards fréquents en automne et en hiver et des orages fréquents en été (15 à 20 jours).
Pour la période 1971-2000, la température annuelle moyenne est de 12,8 °C, avec une amplitude thermique annuelle de 15,6 °C. Le cumul annuel moyen de précipitations est de 869 mm, avec 10 jours de précipitations en janvier et 5,7 jours en juillet. Pour la période 1991-2020, la température moyenne annuelle observée sur la station météorologique la plus proche, située sur la commune de Fanjeaux à 11 km à vol d'oiseau, est de 14,3 °C et le cumul annuel moyen de précipitations est de 625,0 mm,. Pour l'avenir, les paramètres climatiques de la commune estimés pour 2050 selon différents scénarios d'émission de gaz à effet de serre sont consultables sur un site dédié publié par Météo-France en novembre 2022.

### Milieux naturels et biodiversité

#### Réseau Natura 2000

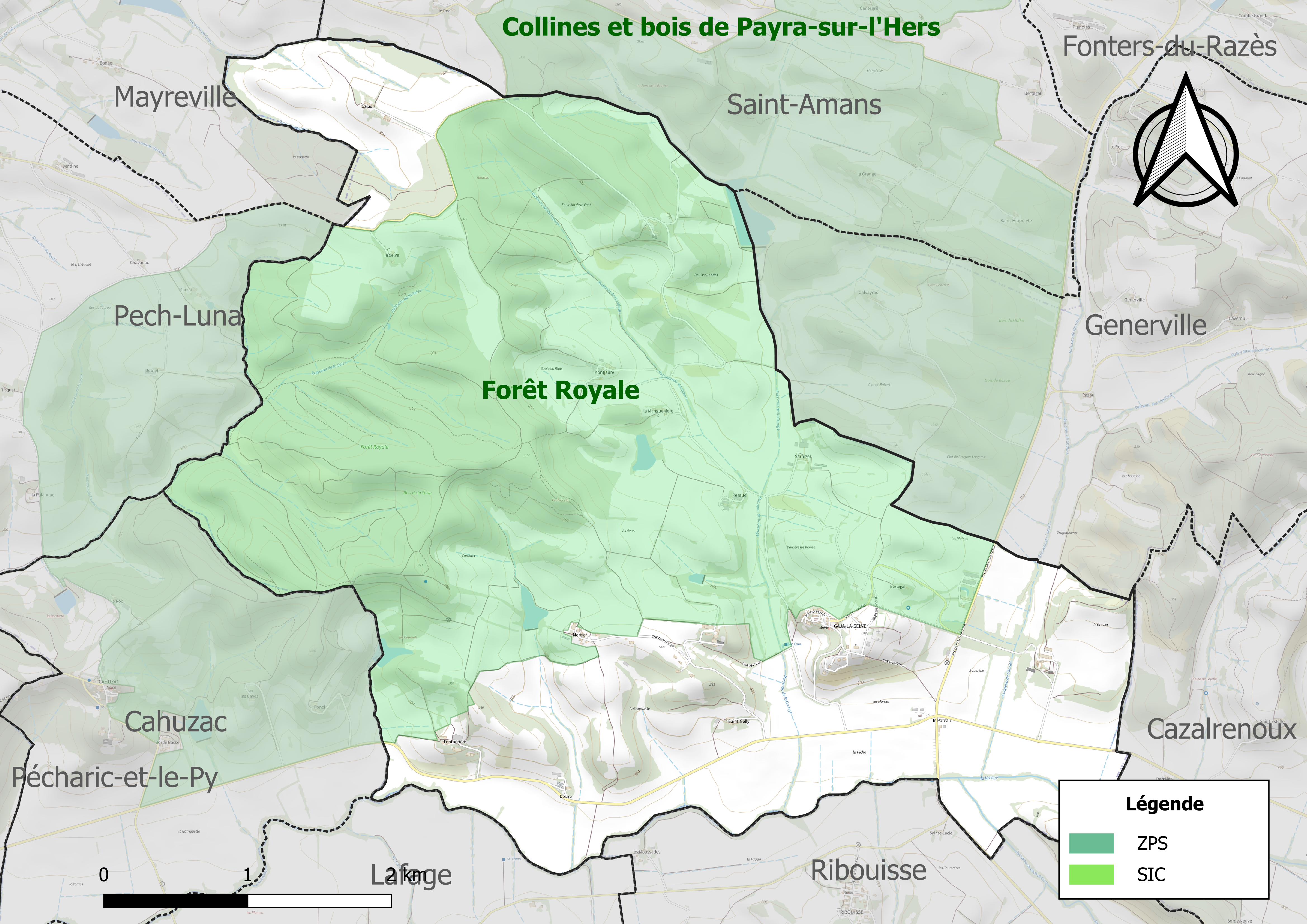
Sites Natura 2000 sur le territoire communal.

Le réseau Natura 2000 est un réseau écologique européen de sites naturels d'intérêt écologique élaboré à partir des directives habitats et oiseaux, constitué de zones spéciales de conservation (ZSC) et de zones de protection spéciale (ZPS). Un site Natura 2000 a été défini sur la commune au titre  de la directive oiseaux : le « piège et collines du Lauragais », d'une superficie de 31 216 ha, ayant une position de transition entre la Montagne Noire et les premiers contreforts pyrénéens. On y voit donc régulièrement des espèces à grand domaine vital soit en chasse, soit à la recherche soit de sites de nidification : le Vautour fauve, l'Aigle royal, le Faucon pèlerin sont ainsi plus ou moins régulièrement observés sur le territoire concerné.

#### Zones naturelles d'intérêt écologique, faunistique et floristique
L’inventaire des zones naturelles d'intérêt écologique, faunistique et floristique (ZNIEFF) a pour objectif de réaliser une couverture des zones les plus intéressantes sur le plan écologique, essentiellement dans la perspective d’améliorer la connaissance du patrimoine naturel national et de fournir aux différents décideurs un outil d’aide à la prise en compte de l’environnement dans l’aménagement du territoire.
Une ZNIEFF de type 1 est recensée sur la commune :
la « forêt Royale » (1 399 ha), couvrant 5 communes du département et deux ZNIEFF de type 2, : 
- la « bordure orientale de la Piège » (11 102 ha), couvrant 22 communes du département[17] ;
- les « collines de la Piège » (27 918 ha), couvrant 40 communes dont 38 dans l'Aude et 2 dans la Haute-Garonne[18].

Carte des ZNIEFF de type 1 et 2 à Gaja-la-Selve.
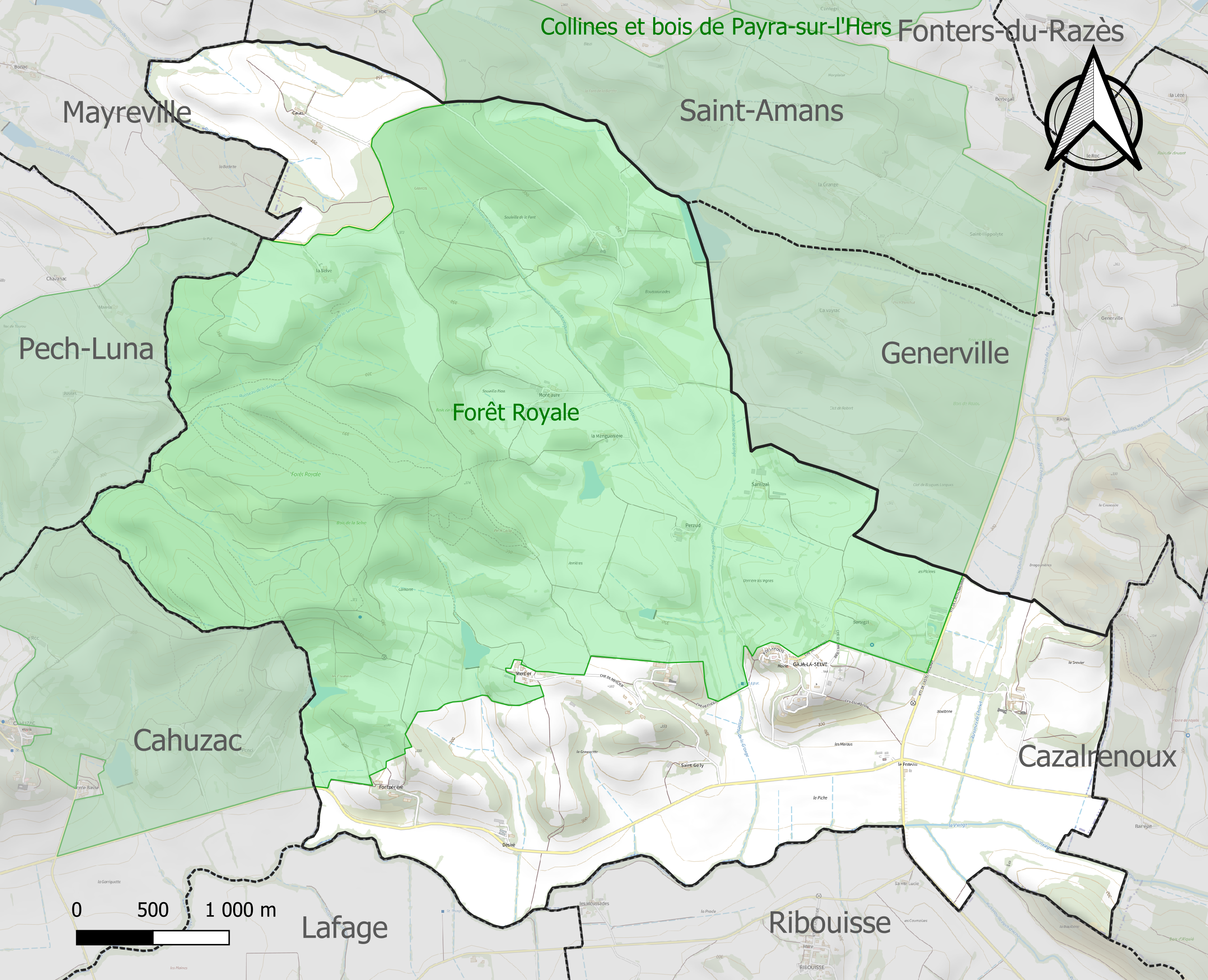
Carte de la ZNIEFF de type 1 sur la commune.
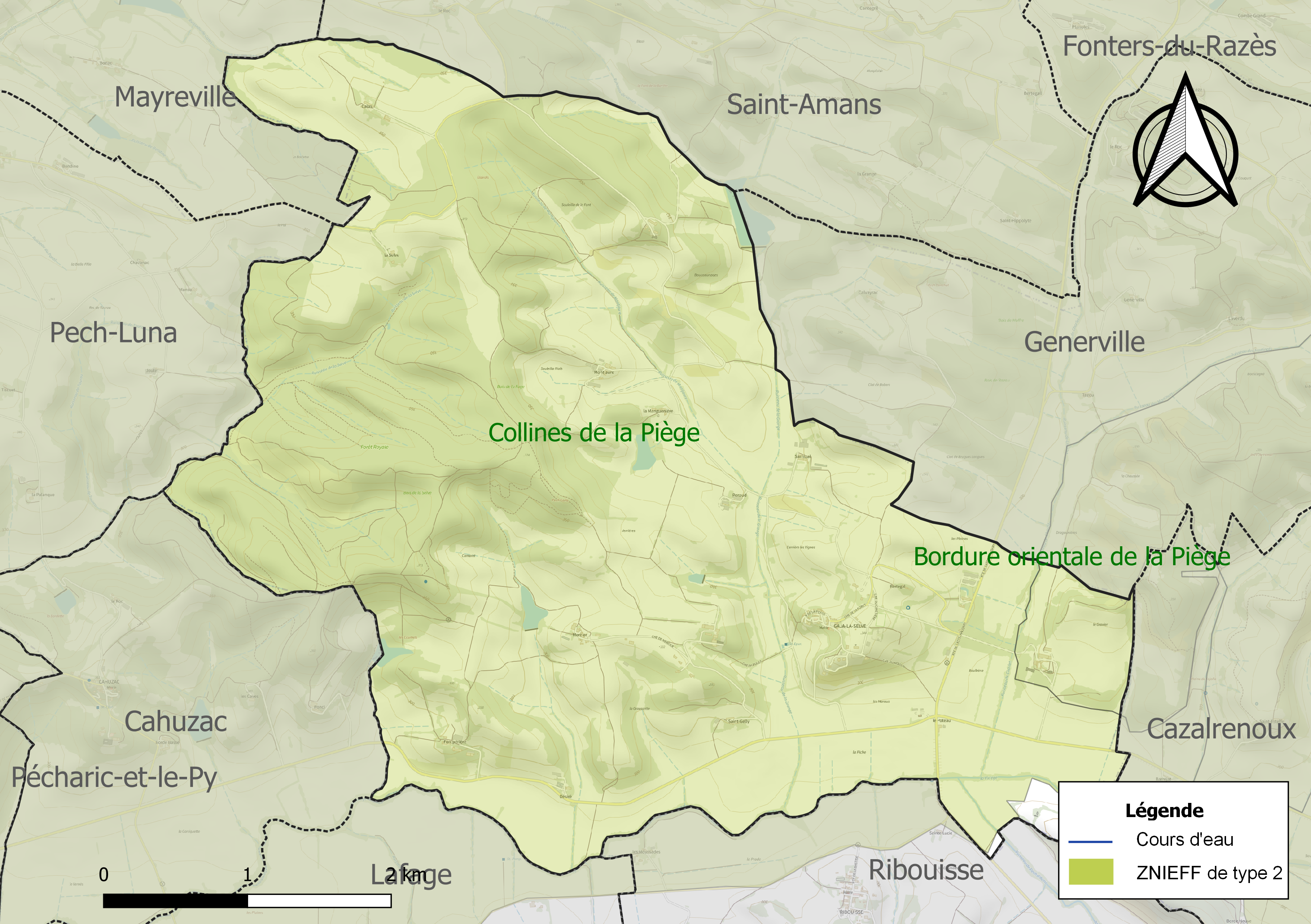
Carte des ZNIEFF de type 2 sur la commune.

## Urbanisme

### Typologie
Au 1er janvier 2024, Gaja-la-Selve est catégorisée commune rurale à habitat très dispersé, selon la nouvelle grille communale de densité à 7 niveaux définie par l'Insee en 2022.
Elle est située hors unité urbaine. Par ailleurs la commune fait partie de l'aire d'attraction de Castelnaudary, dont elle est une commune de la couronne,. Cette aire, qui regroupe 34 communes, est catégorisée dans les aires de moins de 50 000 habitants,.

### Occupation des sols
L'occupation des sols de la commune, telle qu'elle ressort de la base de données européenne d’occupation biophysique des sols Corine Land Cover (CLC), est marquée par l'importance des territoires agricoles (69,2 % en 2018), une proportion identique à celle de 1990 (69,2 %). La répartition détaillée en 2018 est la suivante : zones agricoles hétérogènes (42,8 %), forêts (30,4 %), terres arables (26,4 %), milieux à végétation arbustive et/ou herbacée (0,4 %). L'évolution de l’occupation des sols de la commune et de ses infrastructures peut être observée sur les différentes représentations cartographiques du territoire : la carte de Cassini (XVIIIe siècle), la carte d'état-major (1820-1866) et les cartes ou photos aériennes de l'IGN pour la période actuelle (1950 à aujourd'hui).

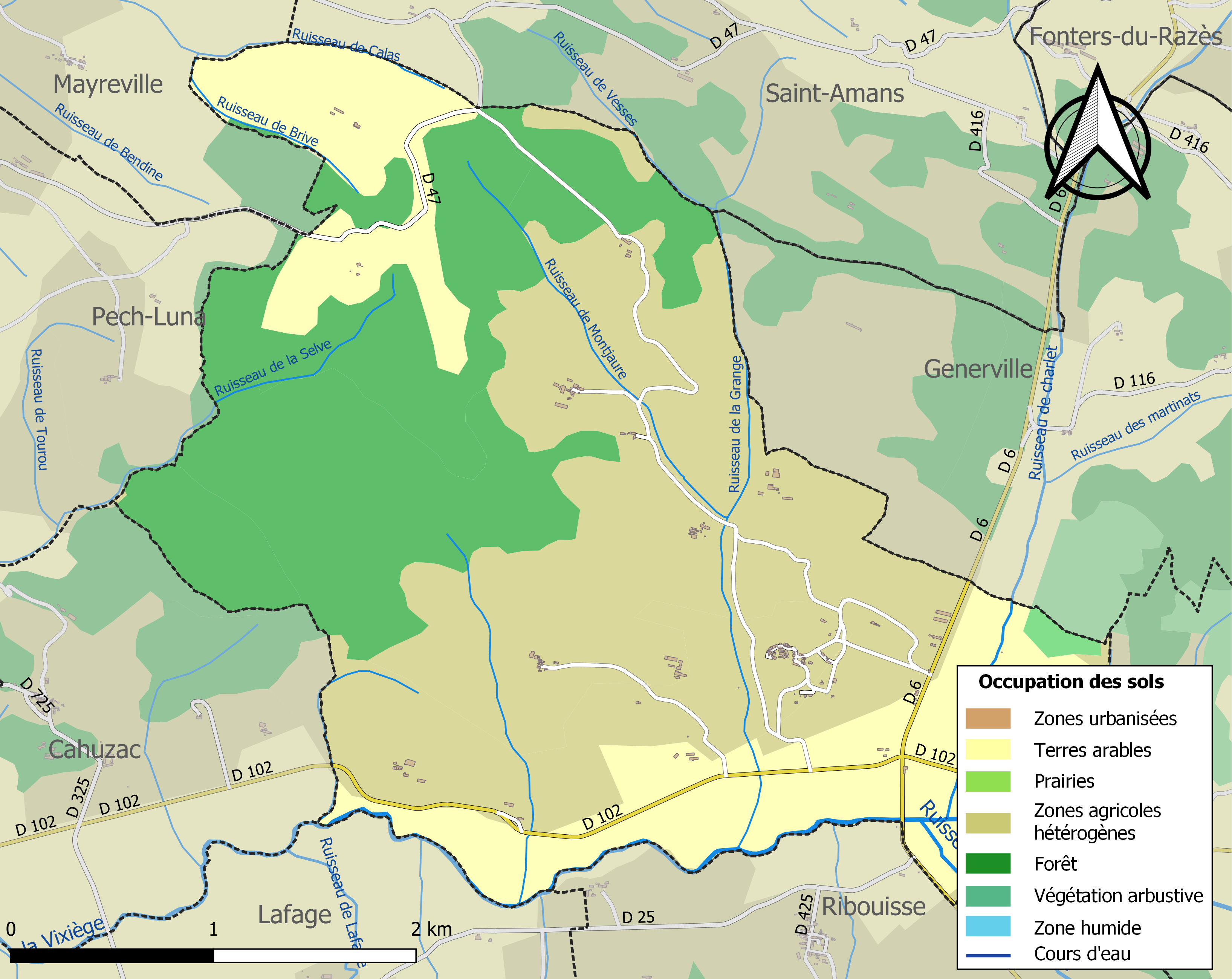
Carte des infrastructures et de l'occupation des sols de la commune en 2018 (CLC).

### Risques majeurs
Le territoire de la commune de Gaja-la-Selve est vulnérable à différents aléas naturels : météorologiques (tempête, orage, neige, grand froid, canicule ou sécheresse) et séisme (sismicité faible). Un site publié par le BRGM permet d'évaluer simplement et rapidement les risques d'un bien localisé soit par son adresse soit par le numéro de sa parcelle.

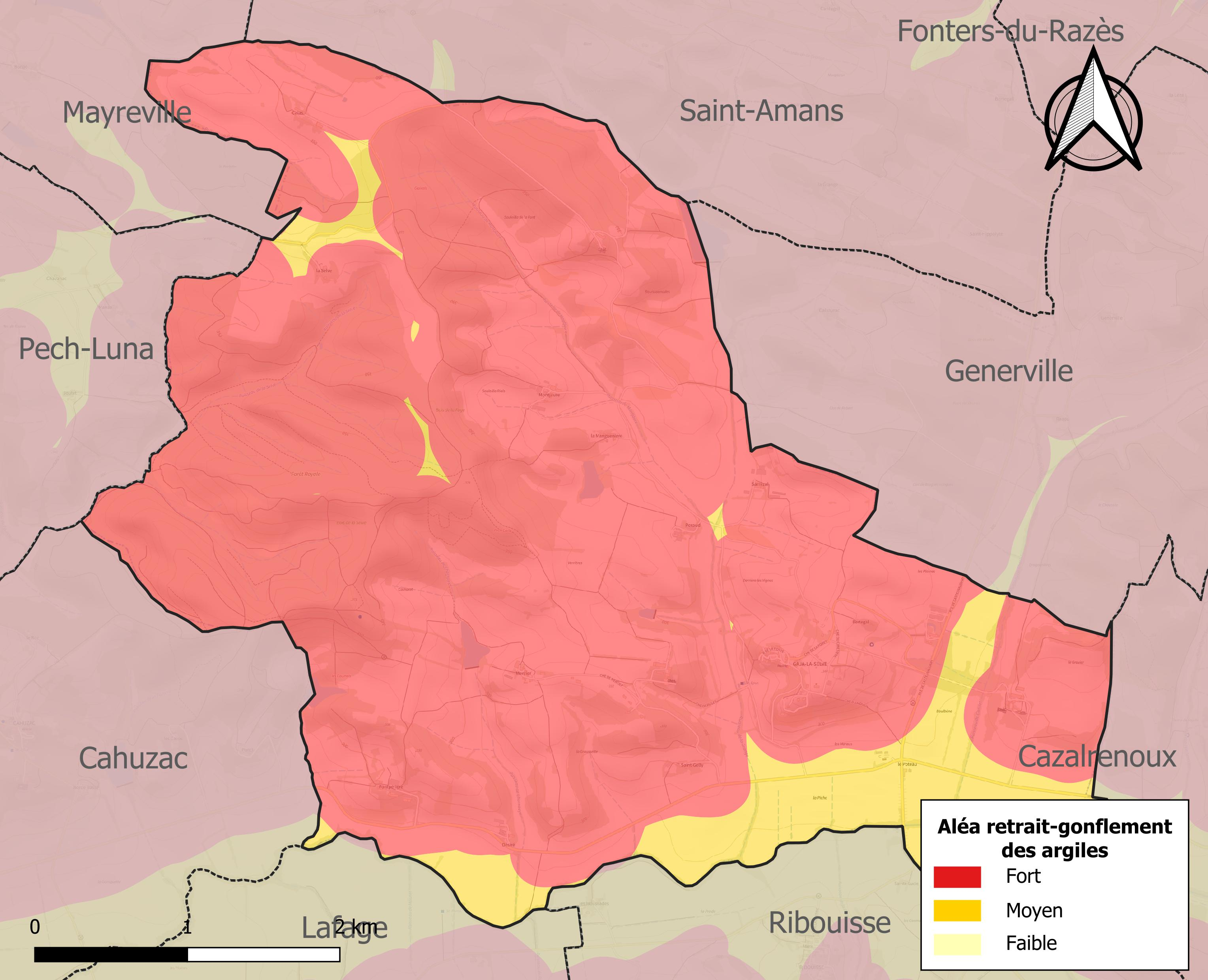
Carte des zones d'aléa retrait-gonflement des sols argileux de Gaja-la-Selve.

Le retrait-gonflement des sols argileux est susceptible d'engendrer des dommages importants aux bâtiments en cas d’alternance de périodes de sécheresse et de pluie. La totalité de la commune est en aléa moyen ou fort (75,2 % au niveau départemental et 48,5 % au niveau national). Sur les 102 bâtiments dénombrés sur la commune en 2019, 102 sont en aléa moyen ou fort, soit 100 %, à comparer aux 94 % au niveau départemental et 54 % au niveau national. Une cartographie de l'exposition du territoire national au retrait gonflement des sols argileux est disponible sur le site du BRGM,.

## Toponymie
Attestée sous la forme Gaianum en 1244.
Selve, du latin silva « forêt ».

## Histoire
Les environs du village présentent des traces d'une importante occupation gallo-romaine dans la pleine de la Vixiège qui offre des terres fertiles, propices à l'exploitation agricole. Les vestiges témoignent du développement d'un établissement rural du Ier au Ve siècle de notre ère, le domaine de Guius, Gaianum en latin, qui donnera Gajan, puis Gaja. L'un des plus grands domaines de la région tire ses ressources de la culture, l'élevage, de l'exploitation du bois des importantes forées environnantes et de l'argile. Piscine en marbre, mosaïque polychrome, ainsi qu'une statue d'Hercule retrouvées lors de fouilles témoignent du luxe de cette villa nettement visible en archéologie aérienne.
Au Moyen-Âge, la population se regroupe sur les reliefs, autour de son église et l'enclos ecclésial se transforme progressivement en un véritable village fortifié qui occupe toute la partie occidentale de la colline. Des meurtrières sont aujourd'hui encore visibles sur certaines façades du village et les murs de l'église gardent des traces de l'ancien château seigneurial.
A l'issue de la croisade des albigeois, le château est aux mains d'un chevalier faidit, Peire de Mazerolles, qui a épousé Aimengart, fille unique du seigneur cathare de Mirepoix-Péreille et mis son épée au service de la protection des "bons chrétiens",. La troupe venue de Montségur pour venger les hérétiques brulés par l'inquisition fait halte dans les forêts qui entourent le village. Elle reçoit vivres et renforts avant de rejoindre Avignonet où elle massacre les inquisiteurs présents.
A la fin du XVe siècle, les frères Amiel et Nicolas de Robert, issus d'une grande famille de gentilshommes verries installée à Revel, décident de créer des filiales de production à proximité des grandes forêts de la Piège. Ainsi, Nicolas de Robert situe sa première verrerie dans le diocèse de Mirepoix et choisit Peyretraucade, en bordure de la grande forêt de Bélène. Il installe ensuite sur un autre bord de cette même forêt la filiale de Gaja-la-Selve, en 1476, puis en bordure de la forêt communale du Mas-d'Azil, les filiales des Garils et de Gabre. Ce vaste réseau assure une prospérité durable au village de Gaja qui comptera jusqu'à deux site de production, l'un au nord, situé dans la forêt royale de La Selve (Verrerie de La Selve) et au sud, celle dite de Pech Carla, plus proche de du village, sur le site du Balmier, selon le compoix de 1672,. Les verreries de Gaja-la-Selve restent la propriété de la famille de Robert de Peyretraoucade jusqu’au mariage en 1682 de Gabrielle de Robert avec un gentilhomme verrier originaire de la Borie Crémade, proche des Verreries de Moussan dans l'Heyrault, Jean de Riols, Sieur de Montramier. Les  deux familles restent étroitement liées dans les siècles suivants avec plusieurs mariages communs. Le remplacement progressif du bois par le charbon, conséquence de l'importante déforestation, et la fin des privilèges des gentilhommes verriers à la Révolution portent un coup fatal à la production de verre dans les campagnes qui se déplace en périphérie des grandes villes et échappe aux familles traditionnelles.

## Politique et administration

### Découpage territorial
La commune de Gaja-la-Selve est membre de la communauté de communes Piège-Lauragais-Malepère, un établissement public de coopération intercommunale (EPCI) à fiscalité propre créé le 19 décembre 2012 dont le siège est à Bram. Ce dernier est par ailleurs membre d'autres groupements intercommunaux.
Sur le plan administratif, elle est rattachée à l'arrondissement de Carcassonne, au département de l'Aude, en tant que circonscription administrative de l'État, et à la région Occitanie.
Sur le plan électoral, elle dépend du canton de la Piège au Razès pour l'élection des conseillers départementaux, depuis le redécoupage cantonal de 2014 entré en vigueur en 2015, et de la troisième circonscription de l'Aude  pour les élections législatives, depuis le redécoupage électoral de 1986.

### Liste des maires
| Période                                  | Période  | Identité     | Étiquette | Qualité |
| ---------------------------------------- | -------- | ------------ | --------- | ------- |
| mars 2001                                | 2014     | Claude Denat |           |         |
| mars 2014                                | en cours | Régis Calmon |           |         |
| Les données manquantes sont à compléter. |          |              |           |         |

## Démographie
L'évolution du nombre d'habitants est connue à travers les recensements de la population effectués dans la commune depuis 1793. Pour les communes de moins de 10 000 habitants, une enquête de recensement portant sur toute la population est réalisée tous les cinq ans, les populations de référence des années intermédiaires étant quant à elles estimées par interpolation ou extrapolation. Pour la commune, le premier recensement exhaustif entrant dans le cadre du nouveau dispositif a été réalisé en 2006.

En 2022, la commune comptait 136 habitants, en évolution de −7,48 % par rapport à 2016 (Aude : +2,65 %, France hors Mayotte : +2,11 %).
| 1793 | 1800 | 1806 | 1821 | 1831 | 1836 | 1841 | 1846 | 1851 |
| ---- | ---- | ---- | ---- | ---- | ---- | ---- | ---- | ---- |
| 449  | 445  | 428  | 429  | 450  | 485  | 538  | 505  | 503  |

| 1856 | 1861 | 1866 | 1872 | 1876 | 1881 | 1886 | 1891 | 1896 |
| ---- | ---- | ---- | ---- | ---- | ---- | ---- | ---- | ---- |
| 483  | 464  | 430  | 399  | 405  | 406  | 410  | 408  | 371  |

| 1901 | 1906 | 1911 | 1921 | 1926 | 1931 | 1936 | 1946 | 1954 |
| ---- | ---- | ---- | ---- | ---- | ---- | ---- | ---- | ---- |
| 336  | 334  | 348  | 286  | 280  | 229  | 224  | 238  | 219  |

| 1962 | 1968 | 1975 | 1982 | 1990 | 1999 | 2006 | 2011 | 2016 |
| ---- | ---- | ---- | ---- | ---- | ---- | ---- | ---- | ---- |
| 153  | 127  | 110  | 129  | 133  | 126  | 160  | 145  | 147  |

| 2021 | 2022 | - | - | - | - | - | - | - |
| ---- | ---- | - | - | - | - | - | - | - |
| 137  | 136  | - | - | - | - | - | - | - |

## Économie

### Emploi
| Division       | 2008   | 2013   | 2018   |
| -------------- | ------ | ------ | ------ |
| Commune        | 10,3 % | 8,7 %  | 13,2 % |
| Département    | 10,2 % | 12,8 % | 12,6 % |
| France entière | 8,3 %  | 10 %   | 10 %   |

En 2018, la population âgée de 15 à 64 ans s'élève à 87 personnes, parmi lesquelles on compte 65,9 % d'actifs (52,7 % ayant un emploi et 13,2 % de chômeurs) et 34,1 % d'inactifs,. Depuis 2008, le taux de chômage communal (au sens du recensement) des 15-64 ans est supérieur à celui de la France et du département.
La commune fait partie de la couronne de l'aire d'attraction de Castelnaudary, du fait qu'au moins 15 % des actifs travaillent dans le pôle,. Elle compte 29 emplois en 2018, contre 42 en 2013 et 33 en 2008. Le nombre d'actifs ayant un emploi résidant dans la commune est de 47, soit un indicateur de concentration d'emploi de 61,7 % et un taux d'activité parmi les 15 ans ou plus de 48,8 %.
Sur ces 47 actifs de 15 ans ou plus ayant un emploi, 21 travaillent dans la commune, soit 45 % des habitants. Pour se rendre au travail, 65,3 % des habitants utilisent un véhicule personnel ou de fonction à quatre roues, 2 % les transports en commun, 8,1 % s'y rendent en deux-roues, à vélo ou à pied et 24,5 % n'ont pas besoin de transport (travail au domicile).

### Activités hors agriculture
Treize établissements sont implantés  à Gaja-la-Selve au 31 décembre 2019. Le secteur de la construction est prépondérant sur la commune puisqu'il représente 38,5 % du nombre total d'établissements de la commune (5 sur les 13 entreprises implantées à Gaja-la-Selve), contre 14 % au niveau départemental.

### Agriculture
La commune fait partie de la petite région agricole dénommée « Razès ». En 2010, l'orientation technico-économique de l'agriculture  sur la commune est la polyculture et le polyélevage.
|                                   | 1988 | 2000  | 2010  |
| --------------------------------- | ---- | ----- | ----- |
| Exploitations                     | 15   | 15    | 14    |
| Superficie agricole utilisée (ha) | 909  | 1 218 | 1 117 |

Le nombre d'exploitations agricoles en activité et ayant leur siège dans la commune est passé de 15 lors du recensement agricole de 1988 à 15 en 2000 puis à 14 en 2010, soit une baisse de 7 % en 22 ans. Le même mouvement est observé à l'échelle du département qui a perdu pendant cette période 52 % de ses exploitations. La surface agricole utilisée sur la commune a quant à elle augmenté, passant de 909 ha en 1988 à 1 117 ha en 2010. Parallèlement la surface agricole utilisée moyenne par exploitation a augmenté, passant de 61 à 80 ha.

## Culture locale et patrimoine

### Lieux et monuments
- Église Saint-Martin de Gaja-la-Selve, colonnettes en pierre du XIIe siècle - ciboire en argent du XVIIe siècle.
- Château de Las Courtines.
- Château de Saint-Sauveur.

### Personnalités liées à la commune
- Pierre Martelozzo (1947-), ancien coureur cycliste professionnel résidant dans la commune.